# Botnleðja
Botnleðja ist eine isländische Rockband aus Hafnarfjörður, die 1995 gegründet wurde.
Die Band erreichte 1995 den ersten Platz beim isländischen Wettbewerb für Nachwuchsbands Músíktilraunir. Im Jahr 2003 erreichte sie beim isländischen Vorentscheid zum Eurovision Song Contest den zweiten Platz hinter Birgitta Haukdal.

## Diskografie

### Alben
- Drullumall (1995)
- Fólk er fífl (1996)
- Magnyl (1998)
- Douglas Dakota (2000)
- Iceland National Park (2003)
- Þegar öllu er á botninn hvolft (2013)